# Important Bird Area

Logo der Important Bird Areas (BirdLife)

Important Bird and Biodiversity Areas (IBA) sind Gebiete, die nach international einheitlichen Kriterien identifiziert werden, da sie als wichtig für den Arten- und Biotopschutz speziell für Vögel eingestuft werden. Das Programm wurde Ende der 1970er Jahre vom Welt-Dachverband der Vogelschutzverbände BirdLife International ins Leben gerufen und ist eine nichtstaatliche Naturschutzinitiative. Die Gebiete werden durch die nationalen Mitgliedsorganisationen von BirdLife unabhängig von einer staatlichen Ausweisung als Naturschutzgebiet gelistet und können als Vorschlagslisten für künftige Schutzgebietsausweisungen oder erhöhte Schutzanordnungen herangezogen werden.
IBAs sollen klein genug sein um als Ganzes unter Schutz gestellt werden zu können, sich aber hinsichtlich des Habitats und der ornithologischen Eigenart von der umgebenden Landschaft unterscheiden.

## Bestand
Die erste Liste wurde 1981 veröffentlicht, 2004 gab es rund 7500 IBAs in annähernd 170 Staaten der Erde, Ende 2008 lag die Zahl bei etwa 10.000. Anfang 2016 gab es 12.000 IBAs, Mitte 2021 waren es 13.000 in mehr als 200 Ländern.
Europa ist aufgrund gut organisierter Naturschutzverbände und der flächendeckenden wissenschaftlichen Datenbasis führend. Etwa die Hälfte aller IBAs liegen in Europa.

## Kriterien
Um als IBA ausgewiesen zu werden, muss ein Gebiet mindestens eine der folgenden Kriterien erfüllen:
A1 – Global vom Aussterben bedrohte Arten
Gelistet werden alle Gebiete, in denen eine Population von Vogelarten nachgewiesen oder vermutet wird, die auf der Roten Liste der Weltnaturschutzorganisation IUCN als vom Aussterben bedroht, stark gefährdet oder gefährdet ausgewiesen sind. Bei vom Aussterben bedrohten oder stark gefährdeten Arten kann ein regelmäßiger Nachweis im Gebiet reichen, auch wenn keine Brut oder ein längerer Aufenthalt belegt ist. Bei gefährdeten Arten hängt die Einstufung vom Nachweis mehrerer Arten ab, der Schwellenwert wird regional festgelegt.
A2 – Arten mit beschränktem Verbreitungsgebiet
Gebiete werden als IBA ausgewiesen, wenn sie eine besondere Bedeutung für Arten mit geographisch beschränktem Verbreitungsgebiet haben. Darauf aufbauend wurde auch das Programm der Endemic Bird Areas (EBA) entwickelt.
A3 – Arten mit beschränkten Biotopanforderungen
Arten, die innerhalb eines großen Verbreitungsgebietes auf bestimmte Biotoptypen angewiesen sind, können die Einstufung solcher Gebiete auslösen, die eine besondere Bedeutung für diese Arten haben. Dies gilt insbesondere, wenn die Art von den anderen Kriterien nicht erfasst wird.
A4 – Bündelung von Wasser-, Meeres- oder Zugvögeln
Insbesondere bei Wasser-, Meeres- und Zugvögeln versammeln sich einige Arten zu bestimmten Jahreszeiten an wenigen Orten mit für diese Arten existentieller Bedeutung. Daher werden Gebiete als IBA eingestuft, in denen sich
- i). Wasservögel: mehr als 1 % der Individuen einer Großregion gemäß den Kriterien der Ramsar-Konvention [über Feuchtgebiete, insbesondere als Lebensraum für Wasser- und Watvögel, von internationaler Bedeutung]
- ii). Meeresvögel: mehr als 1 % des Weltbestandes
- iii). über 20.000 Individuen an Wasservögeln oder mehr als 10.000 Paare Meeresvögel (jeweils einer oder mehrerer Arten kumuliert) gleichzeitig aufhalten oder
- iv). die von über 5000 Störchen oder über 3000 Greifvögeln oder Kranichen auf dem Vogelzug passiert werden.

B,C,D-Kriterien
Weitere Kriterien sind für örtliche Besonderheiten.
Für europäische Listungen wurden  seit den 1990er Jahren einige B-Kriterien erarbeitet. Spezielle B-Kriterien gibt es wegen der besonderen Bündelungswirkung von Feuchtgebieten und weniger Vogelzugrouten in der Region inzwischen auch für den Nahen Osten. Auch für Amerika wurden inzwischen regionale (B) und nationale (D) Kriterien aufgelegt. Sie entsprechen den globalen A-Kriterien in Bezug auf eine Bioregion oder einen Staat.

## Bedeutung des Programms
Important Bird Areas bilden eine wesentliche Grundlage für die Ausweisung von Europäischen Vogelschutzgebieten nach der EWG-Vogelschutzrichtlinie, die wiederum in das Programm Natura 2000 der Europäischen Union einbezogen werden. Der Europäische Gerichtshof und nationale Obergerichte haben mehrfach die Umsetzung europäischen Naturschutzrechts danach beurteilt, ob IBAs unter staatlichen Schutz gestellt wurden. Europäische Naturschutzverbände nutzten die bestehenden Listen von IBAs gegenüber der Europäischen Kommission als Instrument um politischen Druck auf Mitgliedsstaaten auszuüben, die der Verpflichtung zur Ausweisung von Schutzgebieten nicht nachkommen wollten.
Eine Zusammenarbeit mit BirdLife International fordert das SPAW-Protokoll (Specially Protected Areas and Wildlife in the Wider Caribbean Region) der UNEP, das die meisten Staaten des Karibikraumes – einheimische wie Mutterländer der Territorien – unterzeichnet haben. Im Arbeitsplan wurden die Programme von BirdLife als relevant in Schutzgebietsangelegenheiten genannt und die Berücksichtigung durch die Unterzeichnerstaaten gefordert.

„Cooperation with BirdLife International to promote Important Bird Areas (IBAs) in the region and examine linkages between IBAs and existing protected areas: Gap analysis conducted to examine marine IBAs and the existing MPA [Marine protection area] network throughout the WCR [Wider caribbean region]. Compare existing MPA boundaries with identified IBAs to determine the need for new MPAs or to alter the boundaries of existing MPAs.“

„Zusammenarbeit mit BirdLife International, um Important Bird Areas zu fördern und Verbindungen zwischen IBAs und bestehenden Schutzgebieten zu untersuchen: Lückenanalyse zwischen marinen IBAs und bestehenden Meeresschutzgebieten im Karibikraum. Vergleich bestehender Grenzen mit ausgewiesenen IBAs, um Bedarf neuer Schutzgebiete oder eine Änderung der Umgrenzungen festzustellen.“